# Schweizerland (trein)
De Schweizerland was een internationale trein op de Allgäubahn tussen München en Zürich. De naam verwijst naar Zwitserland waar de trein vanuit München naartoe rijdt.

## EuroCity
Op 31 mei 1987 is de EC Schweizerland een van de drie EuroCity's op de Allgäubahn. Om de lage frequentie van het TEE-net te ondervangen zijn op de Allgäubahn, naast de bestaande Bavaria, nog twee EuroCity's toegevoegd. De EC Schweizerland kreeg hierbij een vrijwel spiegelbeeldige dienstregeling ten opzichte van de Bavaria, de EC Gottfried Keller voerde de middagrit uit, zodat drie keer per dag per richting een EuroCity tussen München en Zürich beschikbaar was. Vanaf 31 mei 1992 was het westelijke eindpunt niet Zürich maar Bern. De Schweizerland reed voor het laatst op 22 mei 1993 en is toen omgedoopt in EC Angelika Kauffmann.

## Rollend materieel
De Schweizerland bestond uit rijtuigen van de Deutsche Bundesbahn aangevuld met een restauratierijtuig van de SBB. Tussen München en Lindau werd de trein getrokken door de diesellocomotieven van de serie 218, tussen Lindau en Zürich door de series Re 4/4I en Re 4/4II van SBB.

## Route en dienstregeling
| EC 92 | land        | station           | km  | EC 93 |
| ----- | ----------- | ----------------- | --- | ----- |
| 07:00 | Duitsland   | München Hbf       | 0   | 23:04 |
|       | Duitsland   | Kempten in Allgäu | 131 |       |
|       | Duitsland   | Lindau            | 221 |       |
|       | Oostenrijk  | Bregenz           | 231 |       |
|       | Zwitserland | St. Margrethen    | 245 |       |
|       | Zwitserland | St. Gallen        | 272 |       |
|       | Zwitserland | Winterthur        | 329 |       |
| 11:21 | Zwitserland | Zürich HB         | 355 | 18:39 |